# Idioma cavineño

El cavineño es una lengua que se habla en comunidades dispersas cerca del río Beni, en la selva amazónica del norte de Bolivia. Lleva dicho nombre por la misión franciscana Misión (Jesús de) Cavinas, donde los cavineñas estuvieron confinados a finales del siglo XVIII y donde algunos cavineñas todavía viven hoy en día (Guillaume, 2012). El término 'cavineña' es utilizado para hacer referencia tanto a la lengua como al grupo étnico.
Desde la promulgación del decreto supremo N.º 25894 el 11 de septiembre de 2000 el cavineño es una de las lenguas indígenas oficiales de Bolivia, lo que fue incluido en la Constitución Política al ser promulgada el 7 de febrero de 2009.

## Situación actual
Aunque el cavineño todavía se habla activamente y es aprendido por algunos niños, es una lengua en peligro de extinción. Según los datos proporcionados en Crevels y Muysken (2009:15), el número de hablantes de cuatro a más años de edad asciende a 601. 

## Aspectos históricos
Según Guillaume (2012), se sabe muy poco de la historia del cavineña, especialmente del período antes del contacto, es decir antes de 1764, que parece ser la fecha de la fundación de la primera misión cavineña. Antes de los primeros contactos con los misioneros españoles, parece que los cavineñas vivían entre los ríos Madidi y Beni. Los relatos tradicionales sobre este período mencionan el permanente estado de guerra entre los cavineñas y sus enemigos, generalmente identificados como los ancestros de los ese ejjas actuales (de la misma familia lingüística tacana).

## Clasificación
El cavineña pertenece a la familia tacana, así como también, el araona, el ese ejja, el maropa (reyesano) y el tacana. Dentro de la familia tacana, Girard (1971: 41-48) propone clasificar el cavineña dentro del tronco “kavinik” — el araona, el reyesano y el tacana son clasificados en el tronco “takanik”, mientras que el ese ejja es clasificado dentro del tronco “chamik”.

## Esbozo gramatical

### Fonología
Como se observa en el cuadro 1, el cavineña presenta 20 fonemas consonánticos. La realización fonética de cada fonema aparece representada entre corchetes, siguiendo el Alfabeto Fonético Internacional (Guillaume, 2012).  
|                   |              | Bilabiales | Velares | Alveolares | Alveopalatales | Glotal |
| ----------------- | ------------ | ---------- | ------- | ---------- | -------------- | ------ |
| Oclusivas         | Sordas       | p          | k       | t          | ty [c]         |        |
| Oclusivas         | Sonoras      | b          |         | d          | dy [ɟ]         |        |
| Oclusivas         | Labializadas | kw [kw]    | kw [kw] |            |                |        |
| Africadas sordas  |              |            |         | ts         | ch [ʨ]         |        |
| Fricativas sordas |              |            |         | s          | sh [ɕ]         | j [h]  |
| Líquidas          |              |            |         | r [ɺ]      | ry [ʎ]         |        |
| Nasales           |              | m          |         | n          | ny [ɲ]         |        |
| Semivocales       |              | w [w/ß]    | w [w/ß] |            | y [j]          |        |

El cavineña presenta, además, cuatro fonemas vocálicos, como se aprecia en el cuadro 2. 
|       | Anterior | Central | Posterior |
| Alta  | i        |         | u [ʊ/o]   |
| Media | e [e/ɛ]  |         | u [ʊ/o]   |
| Baja  |          | a       |           |

### Léxico y clases de palabras
Como se observa en el cuadro 3, el cavineña presenta diferentes tipos de palabras, lexicales y gramaticales, de inventario abierto, cerrado y semiabierto (Guillaume, 2012):
| Tipo                 | Nombre                             | Estado fonológico | Ejemplo                                               |
| -------------------- | ---------------------------------- | ----------------- | ----------------------------------------------------- |
| Léxico (abierto)     | Verbos                             | palabra           | tsajaja- ‘correr ’, kwatsabiji ‘contar una historia’  |
| Léxico (abierto)     | Adjetivos predicativos             | palabra           | (ver ejemplo 4)                                       |
| Léxico (abierto)     | Sustantivos                        | palabra           | -wachi 'pie', wane ‘esposa’                           |
| Gramatical (cerrado) | Adjetivos atributivos              | palabra           | (ver ejemplo 5)                                       |
| Gramatical (cerrado) | Marcadores de número               | enclíticos        | =ekana ‘PL’ (bakujuna=ekana 'hijas')                  |
| Gramatical (cerrado) | Cuantificadores                    | palabra           | peadya ‘uno’, beta ‘dos’, dutya ‘todos’               |
| Gramatical (cerrado) | Posposiciones                      | palabra o clítico | =duku ‘dentro’, dyake ‘sobre’, peke ‘al lado de’      |
| Gramatical (cerrado) | Pronombres                         | palabra y clítico | e-ra '1SG-ERG’, ekwana ‘1PL’, =tu ‘3SG’               |
| Gramatical (cerrado) | Demostrativos                      | palabra           | (ver cuadro 4)                                        |
| Gramatical (cerrado) | Palabras de preguntas de contenido | palabra           | eju ¿dónde?, ejetupu ¿cuándo?                         |
| Gramatical (cerrado) | Partículas                         | palabra y clítico | dyake ‘muy, un montón’, =ni ‘quizás’                  |
| Gramatical (cerrado) | Conjunciones                       | palabra           | (ver cuadro 5)                                        |
| Gramatical (cerrado) | Marcadores de cláusula dependiente | palabra y clítico | =tibu ‘razón’ (ver ejemplo 9)                         |
| Semi-abierto         | Interjecciones y onomatopeyas      | palabra           | achí 'hablante indignado', shun 'sonido de los patos' |

- En cuanto a los verbos en cavineña, se distinguen dos tipos: inflexivos, aquellos que pueden llevar afijos directamente, como p.ej. tsajaja- ‘correr ’en (1), que lleva el sufijo de pasado reciente -chine; y no-inflexivos, aquellos que no pueden llevar ningún afijo y requieren, por lo tanto, de un auxiliar, como p.ej mere ‘trabajar’ en (2). Ambos tipos de verbos pueden clasificarse, a su vez, en transitivos, intransitivos y ditransitivos. La transitividad juega un papel importante en la morfosintaxis de esta lengua, que se traduce, por ejemplo, en el uso de marcas de caso diferentes en el sujeto, dependiendo de si se trata de un verbo transitivo o no. Así pues, el sujeto de un verbo transitivo lleva obligatoriamente la marca de caso ergativo =ra, como se observa en (3).

| (1) | Tu-ke                                                                    | tupuju=tu     | iba    | tsajaja-chine. |
|     | 3SG-FRM                                                                  | SIGUIENDO=3SG | jaguar | correr-PAS.REC |
|     | ‘El jaguar lo persiguió (lit. corrió siguiendo a él).’ (Guillaume, 2012) |               |        |                |

| (2) | junio=ju                                                     | e-diji=ju       | mere    | ju-kware.   |
|     | junio=LOC                                                    | PFN-sendero=LOC | trabajo | ser-PAS.REM |
|     | ‘En junio estaba trabajando en el camino.’ (Guillaume, 2012) |                 |         |             |

| (3) | Iba=ra=tu                                       | iye-chine     | takure. |
|     | jaguar=ERG=3SG                                  | matar-PAS.REC | gallina |
|     | ‘El jaguar mató a la gallina.’(Guillaume, 2012) |               |         |

- En el cavineña se distinguen también dos tipos de adjetivos: los adjetivos predicativos, que funcionan principalmente como complemento copular en cláusulas cópula, como p. ej. ari- ‘grande’ en (4); y los adjetivos atributivos, que sólo funcionan como modificadores del núcleo de la frase nominal (FN), como p.ej. wiri ‘diminuto’ en (5).

| (4) | Ari-da                                           | ju-kware    | aja.           |
|     | grande-SFA                                       | ser-PAS.REM | mono.capuchino |
|     | ‘El mono capuchino era grande.’(Guillaume, 2012) |             |                |

| (5) | Wiwipa                                                | wiri=ra=taa=ø        | dunu-wa.  |
|     | águila                                                | diminuto=ERG=ENF=1SG | rodear-PF |
|     | ‘Las águilas diminutas me rodearon.’(Guillaume, 2012) |                      |           |

- En cuanto a los sustantivos en cavineña, Guillaume (2012) distingue, sobre la base de criterios morfosintácticos, tres tipos: los sustantivos -e, que consisten en una clase cerrada de entre 100 a 150 términos, que hacen referencia a partes de entidades, como p.ej. -atsanaka ‘boca’ y -wachi ‘pie’, y llevan un prefijo dummy e- ‘PFN’; los sustantivos de parentesco, que consisten en una pequeña clase cerrada de cerca de 30 términos que hacen referencia a relaciones de parentesco (p.ej. padre, madre, hijo, etc.); y  los sustantivos independientes, que consisten en una clase abierta de unos cuantos miles de términos que no llevan ningún prefijo e- ni inflexiones para posesores. Esta última clase incluye términos para la fauna, la flora, artefactos, nombres propios, etc., así como también cientos de términos castellanos recientes y préstamos de otras lenguas.
- En el cavineña, se distingue, además, dos tipos de pronombres: los pronombres independientes, palabras fonológica y gramaticalmente independientes que llenan espacios principales de la FN y presentan diferentes realizaciones para las funciones principales (absolutiva y ergativa) y para varias funciones oblicuas (dativo, genitivo, asociativo, etc.); y los pronombres ligados de segunda posición, enclíticos que ocurren en la segunda posición en cláusulas declarativas principales y cuentan con diferentes realizaciones para las funciones principales (absolutiva y ergativa) y con un conjunto para la función oblicua dativa (Guillaume, 2012). Como aclara Guillaume, los pronombres independientes y los pronombres ligados de segunda posición son básicamente idénticos en cuanto a la forma. La única excepción son las raíces de ciertas formas próximas de tercera persona.
- Como se observa en el cuadro 4, el cavineña presenta dos tipos de demostrativos: los demostrativos adverbiales (locativos, locativos generales y perlativos) y los demostrativos señalativos. Ambas clases de demostrativos codifican tres grados de distancia: ‘cerca’ vs. ‘medio’ vs. ‘lejos’. Como señala Guillaume (2012), a diferencia de los adjetivos adverbiales, los adjetivos señalativos no sustituyen ninguna frase posposicional en particular, no se utilizan anafóricamente y requieren de un gesto de señalación (con los demostrativos adverbiales, dicho gesto es opcional).

| Valor   | Adverbiales    | Adverbiales | Adverbiales | Señalativos |
|         | LOC            | LOC.GNL     | PERL        |             |
| 'cerca' | re-wa / jee-ju | re-keja     | re-eke      | riya / jee  |
| 'medio' | tu-wa          | tu-keja     | tu-eke      | tume        |
| 'lejos' | yu-wa          | yu-keja     | yu-eke      | yume        |

- En el cuadro 5, se presenta un conjunto de conjunciones en cavineña (Guillaume, 2012):

| jutakiju | 'por tanto'        |
| tudya    | 'luego'            |
| tuekedya | 'luego, siguiente' |
| tume     | 'entonces'         |
| tumebae  | 'también'          |

### Estructura de la cláusula
Guillaume (2012) distingue dos tipos de cláusulas: las cláusulas independientes, que pueden ser, a su vez, verbales o copulares, como se observa en (6) y (7) respectivamente; y las cláusulas dependientes, que se dividen, a su vez, en cláusulas adverbiales no finitas, como en (8), cláusulas adverbiales finitas, como en (9) y cláusulas relativas (finitas). 

| (6) | Iba=ra=tu                                       | iye-chine     | takure. |
|     | jaguar=ERG=3SG                                  | matar-PAS.REC | gallina |
|     | ‘El jaguar mató a la gallina.’(Guillaume, 2012) |               |         |

| (7) | Mu-da=tu                                    | ju-kware    | kwejipa… |
|     | aterrorizante-SFA=3SG                       | ser-PAS.REM | huracán  |
|     | ‘El huracán daba miedo …’ (Guillaume, 2012) |             |          |

| (8) | Babi=ra                                                                | kwa-atsu=tu-ja=tu | tsuru-kware       | peadyamatuja |
|     | cazar=PURP.MOC                                                         | ir-SI=3SG-DAT=3SG | encontrar-PAS.REM | un caimán    |
|     | ‘Cuando éli se fue a cazar, éli encontró un caimán.’ (Guillaume, 2012) |                   |                   |              |

| (9) | Mi-ke                                                           | chapa | metse=tibu=tu-ra=mi     | tupu-ya.    |
|     | 2SG-FRM                                                         | perro | dueño=RAZÓN=3SG-ERG=2SG | seguir-IPFV |
|     | ‘Como eres el dueño del perro, él te seguirá.’(Guillaume, 2012) |       |                         |             |

En el cavineña, una cláusula independiente básica contiene como mínimo un predicado y una marca de cada participante central, con excepción de los participantes singulares de tercera persona que no necesitan ser marcados. La mayoría de los constituyentes de una cláusula básica se ordenan libremente. En las cláusulas copulares, sin embargo, el complemento copular normalmente precede al predicado cópula, siempre que el predicado cópula esté presente, como es el caso en (7).

En lo que respecta a las cláusulas dependientes (o subordinadas), Guillaume señala que el cavineña no presenta cláusulas de complemento, sino más bien estrategias de complementación. Esta lengua tampoco presenta cláusulas coordinadas.